# 4405 Отава
4405 Ота́ва (4405 Otava) — астероїд головного поясу, відкритий 21 серпня 1987 року.
Тіссеранів параметр щодо Юпітера — 3,152.